# Universidad de Bellas Artes de Hungría
La Universidad de Bellas Artes de Hungría es una institución artística pública húngara. Fundada en 1872 como Real Escuela de Dibujo de Hungría (Magyar Királyi Mintarajztanoda) cambió su nombre por el actual en 2001. El edificio actual fue diseñado en 1877 por Alajos Rauscher y Adolf Lang.
Numerosos artistas han estudiado aquí, como Károly Ferenczy, János Vaszary, Viktor Olgyai, Róbert Berény, János Kmetty, Aurél Bernáth, Géza Fónyi, Jenő Barcsay, Gyula Hincz, Károly Koffán o Béni Ferenczy.